# Ольтманс, Яббо
Яббо Ольтманнс (нем. Jabbo Oltmanns; 18 мая 1783, Виттмунд — 27 ноября 1833, Берлин) — немецкий математик и астроном, многолетний коллега А. фон Гумбольдта.

## Биография
Учился в Париже и Берлине, преподавал в эмденской гимназии. С 1805 г. сотрудник Берлинской обсерватории. Помогая Гумбольдту, Ольтманнс впервые точно определил широту и долготу местоположений важнейших географических объектов Нового света. Дарование юного Ольтманнса принесло ему славу и внимание в том числе и со стороны королевского двора, он был произведен в члены Прусской академии наук и до конца своих дней занимал преподавательские должности в Берлинском университете.

## Сочинения
- Untersuchungen über die Geographie des neuen Continents. 2 Bände. Paris 1810.
- Die trigonometrisch-topographische Vermessung des Fürstenthums Ostfriesland. Mäcke, Leer 1815.
- Ueber die wahre Epoche der großen von Herodot erwähnten Sonnenfinsternis am Flusse Halys, In: Abhandlungen der mathematischen Klasse der Königlich-Preußischen Akademie der Wissenschaften zu Berlin aus den Jahren 1812—1813 (Realschul-Buchhandlung, Berlin, 1816). S. 75-94.